# علم التربية النقدي

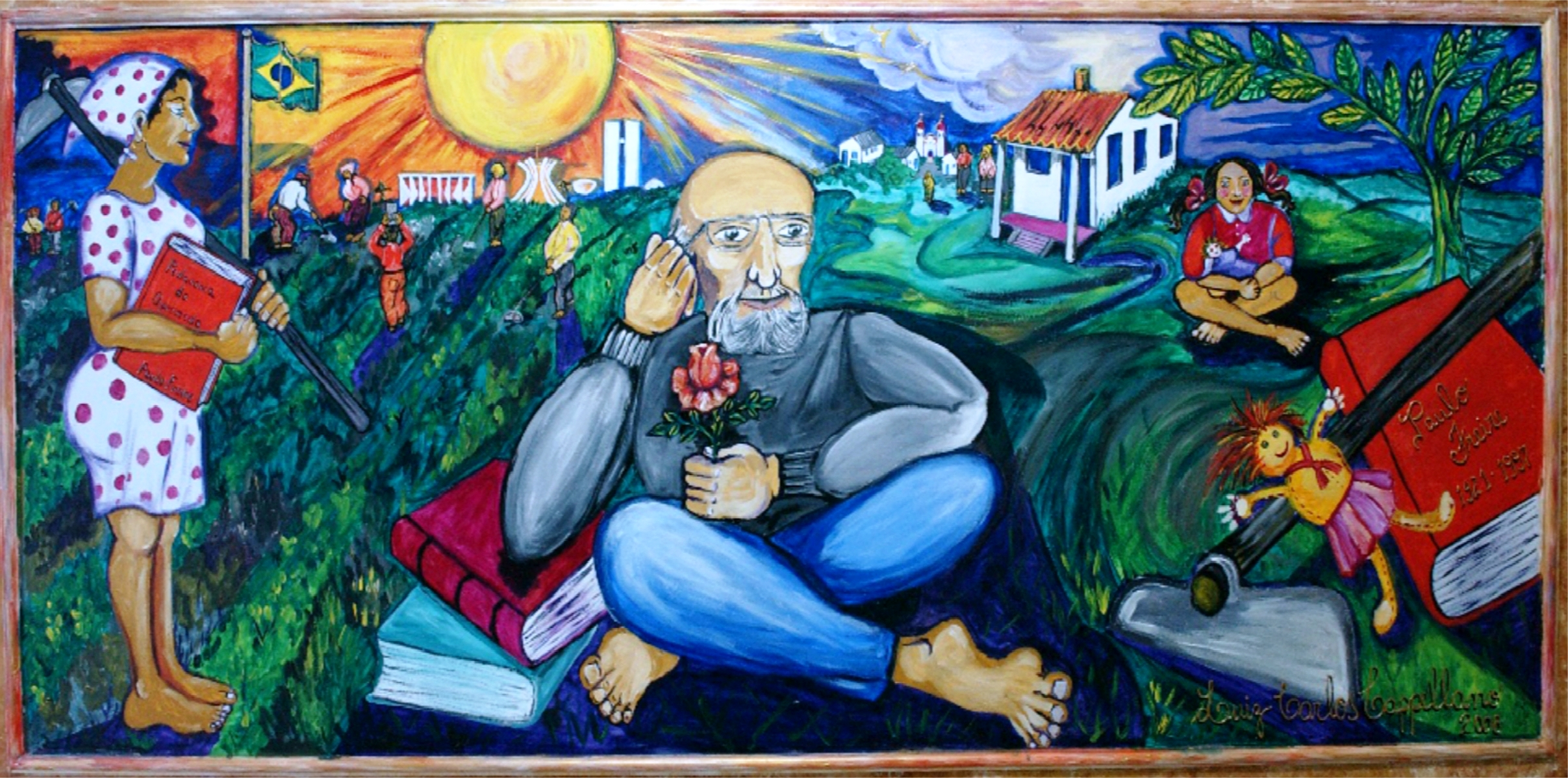
لوحة باولو فريري

علم التربية النقدي هو فلسفة التربية والحركة الاجتماعية التي طورت المفاهيم وطبقتها من النظرية النقدية والتقاليد ذات الصلة إلى مجال التعليم ودراسة الثقافة.
وتصر على أن قضايا العدالة الاجتماعية والديمقراطية لا تختلف عن أفعال التدريس والتعلم. الهدف من علم التربية النقدي هو التحرر من الاستبدادية من خلال إيقاظ الوعي النقدي، بناءً على المصطلح البرتغالي conscientização. عندما يتحقق الوعي النقدي، يشجع الأفراد على إحداث تغيير في عالمهم من خلال النقد الاجتماعي والعمل السياسي من أجل تحقيق الذات.
أسس علم التربية النقدي الفيلسوف والمعلم البرازيلي باولو فريري، الذي روج له من خلال كتابه الصادر عام 1968 بعنوان "بيداغوجيا المضطهدين". انتشر بعد ذلك دوليًا، وطور قاعدة قوية بشكل خاص في الولايات المتحدة، حيث سعى المؤيدون لتطوير وسائل استخدام التدريس لمكافحة العنصرية والتمييز على أساس الجنس والاستبدادية. مع نموها، تضمنت عناصر من مجالات مثل حركة حقوق الإنسان، وحركة الحقوق المدنية، وحركة حقوق المعاقين، وحركة حقوق السكان الأصليين، ونظرية ما بعد الحداثة، والنظرية النسوية، ونظرية ما بعد الاستعمار، ونظرية الكوير.

## التعريف
عرف إيرا شور، وهو من رواد المؤمنين بالتعليم الانتقادي، الفكرة بأنها:

## التاريخ
كان باولو فيريري أول من طرح النظرية ووضع جذورها ومنثم طورها هنري جيرو كحركة تعليمية تحركها المباديء والعاطفة الجياشة لمساعدة الطلاب في تطوير إدراكهم للحرية ومراقبة التوجهات الاضطهاضية وربط المعرفة للسلطة وبناء قدرات إتخاذ القرارات البناءة. من أشهر روادها مايكل أبل وجو كينشول وبيتر ماكلارن وباتي لاثر.
إنطلقت الفكرة من النظريات الماركسية وتأثرت بحركات مجتمعية مثل الديمقراطية الراديكالية واللاسلطوية والحركات الأنثوية وحركات أخرى تنادي بالحقوق والعدالة الإجتماعية.

## أمثلة
خلال حقبة الحكم العنصري في جنوب أفريقيا، لجاءت رابطة معلمي جنوب أفريقيا اليسارية المتطرفة في اعتماد أسلوب البيداغوجي الانتقادية في نشر أفكار رفض العنصرية في المدارس والسجون. وذلك عن طريق العمل بشكل تضافري غير منظم على تحقير المنهاج العنصري وعلى تشجيع نقد الأفكار الدينية والعسكرية والسياسية وتصويب التفكير نحو التضافر والإنسانية والتفكير الديمقراطي. وكانت نتيجة هذه الحركات نشوء حركة طلابية مناوءة للفكر العنصري.
ومن أشهر من طبق الفكر الانتقادي كان باولو فيريري الذي استعمله في برامج محو الأمية في البرازيل ومنثم استعمله في العديد من المجالات الاجتماعية والتعليمية. وكان تركيزه حول أمور تتعلق بتحدي السلطة وتفهم العلاقات المعقدة التي تواجه الطلاب والعمال في ما يتعلق بالسلطة.